# Субституція органів
Субститу́ція о́рганів (від пізньолат. substitutio, від лат. substitutuo — ставлю, призначаю замість) — заміщення в ході еволюції одного органу іншим, що займає подібне положення в організмі та виконує біологічно рівноцінну функцію. У цьому випадку відбувається редукція органу, що заміщується, та прогресивний розвиток нового органу. Термін введений Н. Клейнербергом в 1886 р.
Наприклад, у хордових осьовий скелет — хорда — заміщається спочатку хрящовим, потім кістковим хребтом. У кактусоподібних рослин листя (фотосинтезуючі органи) заміщені стеблами.